# パリラ
パリラ（伊: Moto Parilla）は、イタリアのモーターサイクルを製造していたメーカー。

## 概要
著名なモデルは、Gran Sport（グランスポルト）、グレイハウンド等。
1946年の創業以来、175～250ccクラスの軽量・レース志向のモーターサイクルを主に製造していた。